# Força de Torroella de Fluvià
La Força de Torroella de Fluvià o Torre de ca l'Albanyà és una obra de Torroella de Fluvià (Alt Empordà) declarada Bé Cultural d'Interès Nacional.

## Descripció

### La Força
Barri al centre del poble, que antigament havia estat circuït per muralles. El vestigi més important de la fortificació medieval és la torre de ca l'Albanyà, actualment adossada a una construcció moderna. A la banda de llevant del barri hi podem veure restes de la muralla que formen part de la tanca de can Maset. Aquest és un carrer molt estret i de traçat rectilini. Les façanes de les seves cases posseeixen obertures del segle xvi.

### Torre de ca l'Albanyà
Situada dins del nucli urbà de la població de Torroella, a la banda de migdia del terme, a redós de l'antic barri de la Força.
Es tracta d'una torre de planta quadrada adossada al mur de migdia de la casa de ca l'Albanyà, la qual està delimitada pels carrers Torroella, Sant Pere Pescador i Casades del Còdol. La torre està distribuïda en planta baixa, pis i golfes i presenta una coberta de teula de quatre vessants. A la cara de llevant destaca una finestra geminada d'arcs de mig punt sostinguts per un pilaret central, situada al pis (de factura moderna). Al seu costat, tocant a la cantonada sud-est, hi ha una espitllera. La part superior del parament, actualment refeta, presenta una galeria oberta mitjançant obertures rectangulars, dues per façana. L'aparell és fet amb carreus de pedra ben desbastats, disposats en filades regulars.

### Restes de muralla
Parament de l'antiga muralla situat a la banda de llevant del barri de la Força. Forma part de la tanca del pati posterior de Can Maset. La seva configuració fa pensar que es pugui tractar d'un angle del recinte fortificat o bé de la base d'una torre. Les dimensions dels murs conservats són d'uns 4m a cada un dels costats, sud i est. Tenen una alçària aproximada d'uns 3m. També veiem restes d'espitlleres.

## Història
Les muralles de Torroella de Fluvià no han conservat elements suficients que permetin delimitar el perímetre de la fortificació. Els únics vestigis que en han arribat són aquest fragment de llenç que forma un angle, i que es troba a la part posterior de Can maset, i la torre de Ca l'Albanyà, adossada a la casa d'aquest nom.
El traçat dels carrers de l'antic barri de la Força (denominat així per haver estat envoltat de muralles), i la distància existent entre les restes conservades, fan pensar que el perímetre de la fortificació devia ser de dimensions considerables. Per la semblança de l'aparell de la muralla amb el de l'església de Sant Cebrià, l'autor Badia suposa que la fortificació no pot tenir una cronologia massa distant del moment d'erecció del temple (segles XII-XIII).